# Huara kikkawa
Huara kikkawa är en spindelart som beskrevs av Forster och Wilton 1973. Huara kikkawa ingår i släktet Huara och familjen Amphinectidae. Inga underarter finns listade i Catalogue of Life.